# Ostrowy (województwo łódzkie)
Ostrowy – wieś w Polsce położona w województwie łódzkim, w powiecie kutnowskim, w gminie Nowe Ostrowy. Gmina jest położona 15 km od węzła kolejowego w Kutnie na szlaku Łódź – Toruń – Gdańsk. Gmina rolnicza znana od połowy XIX w. z cukrowni, do niedawna jednej z większych w tym regionie kraju. Przez gminę płynie rzeka Ochnia.
Do 1953 roku miejscowość była siedzibą gminy Błonie a w latach 1953–1954 gminy Ostrowy. W latach 1975–1998 miejscowość położona była w województwie płockim.
12 maja 1984 arcybiskup warszawski kardynał Józef Glemp erygował w Ostrowach rzymskokatolicką parafię Matki Bożej Częstochowskiej.

## Historia
Teren, który obecnie znajduje się w granicach gminy Nowe Ostrowy był zasiedlony od najdawniejszych czasów. Świadczy o tym kilkadziesiąt stanowisk archeologicznych pochodzących z różnych okresów. Najstarsze stanowiska pochodzą z epoki starożytnej. Jest ich około 30, z czego połowa pochodzi z epoki kamienia. Te najstarsze stanowiska występują na terenie wsi Imielno, Grodno, Grochów, Imielinek, Miksztal, Niechcianów, Wołodrza, Wola Pierowa i Kołomia. Ze stanowisk pochodzą wióry, odłupki, okruch i rdzenie krzemienne oraz fragmenty ceramiki. Znacznie mniej stanowisk pochodzi z epoki brązu. Jest ich tylko kilka. Znajdujące się w Misztalu, Niechciałowie i Wołodrzy stanowiska należą do kultury trzcinieckiej zaś występujące w Grodnie oraz również w Misztalu do kultury łużyckiej. Jedno ze stanowisk w Grodnie stanowi prawdopodobnie ślad cmentarzyska. Z okresu Halszttatu pochodzi jeszcze mniej stanowisk bo zaledwie 5. Występują w Niechcianowie, Grodnie, Nowych Ostrowach i Grochowie.
W 1906 roku na terenie Ostrowów zawiązała się społeczność mariawicka, ściśle związana z duszpasterską działalnością o. Jana Marii Michała Kowalskiego (w latach 1905-1906 proboszcza w Starej Sobótce) i o. Czesława Marii Polikarpa Kahla, który był wikariuszem w Krośniewicach. Mariawici związani byli z prężnym ośrodkiem w Nowej Sobótce, w późniejszych latach w nieodległym Kajewie wybudowali własny kościół i ochronkę dla dzieci. W Ostrowach mieściła się fila krośniewickiej parafii mariawitów i kaplica domowa, obsługiwana przez duchownych z Kajewa i Nowej Sobótki. Kalendarz Maryawicki z 1909 roku podaje, że w obszarze rzymskokatolickiej parafii Krośniewice mariawici w liczbie 600 osób mieszkają po wioskach: Krzewie, Kajew, Ostrowy, Nowa Wieś, w folwarku Błonie i w samym miasteczku Krośniewice. W sąsiednich parafiach także mieszkali wyznawcy mariawityzmu: 13 w Imielnie,12 w Dzierzbicach a także w Łaniętach. W roku 1916 do kaplicy domowej w Ostrowach uczęszczało 115 wiernych. W kaplicy na stałe przechowywano Przenajświętszy Sakrament i odprawiano Msze Święte. Mariawici z parafii krośniewickiej chowani byli na cmentarzu grzebalnym w Nowej Sobótce i przymierzali się do utworzenia własnego cmentarza w Kajewie. Ostatnia mariawitka z gminy Ostrowy, z miejscowości Bzówki została pochowana w 2005 roku.
Urodziła się tu Janina Siwkowska – polska poetka i prozaik.

## Przyroda
W południowej części gminy występują kompleksy leśne, w których obszary cenne przyrodniczo objęte są ochroną prawną Do obszarów i obiektów chronionych należą: rezerwaty przyrody, pomniki przyrody, lasy ochronne i park wiejski. Rezerwaty przyrody - jest ich na terenie gminy 4, są to: Rezerwat „Ostrowy” – rezerwat leśny o powierzchni 14,37ha częściowy, utworzony w 1969 r., chroniący fragmenty wielogatunkowego lasu liściastego o charakterze naturalnym. Znajduje się w zarządzie Nadleśnictwo Kutno. Celem ochrony jest zachowanie ze względów naukowych i krajobrazowych fragmentu wielogatunkowego lasu liściastego o charakterze naturalnym. Warstwę drzew tworzą: brzoza brodawkowata, lipa drobnolistna, grab pospolity, dąb szypułkowy i leszczyna o pokryciu 20-40% powierzchni. W runie występuje wiele gatunków roślin zielnych i mchów. Najliczniej występujące to pokrzywa zwyczajna, podgorycznik, gajowce, konwalia majowa.

## Zabytki
- zespół kościoła parafialnego pw. św. Tomasza Apostoła w Grochowie:
- kościół drewniany z 1681 r. obiekt zabytkowy nr dec. 405/314 z dn. 11.07.1967 r.;
- dzwonnica drewniana z 1 poł. XIX w. obiekt zabytkowy nr dec. 406/315 z dn. 11.07.1967 r.
- ogrodzenie murowane z 2 poł. XIX w. obiekt z ewidencji WZK;
- zespół kościoła parafialny pw. Niepokalanego Poczęcia NMP w Imielnie:
- kościół drewniany sprzed 1685 r. obiekt zabytkowy nr dec. 407/316 z dn. 11.17.1967 r.;
- dzwonnica drewniana z XVII w. przebud. W XIX w., obiekt zabytkowy nr dec. 408/317 z dn. 17.11.1967 r.;
- kaplica grobowa Dezyderiusza Żeromskiego, murowana 1899 r. obiekt w ewidencji WKZ;
- ogrodzenie murowane, obiekt w ewidencji WKZ;